# Jaithari
Jaithari é uma cidade e uma nagar panchayat no distrito de Shahdol, no estado indiano de Madhya Pradesh.

## Geografia
Jaithari está localizada a 23° 14′ N, 78° 37′ L. Tem uma altitude média de 353 metros (1 158 pés).

## Demografia
Segundo o censo de 2001, Jaithari tinha uma população de 7 800 habitantes. Os indivíduos do sexo masculino constituem 52% da população e os do sexo feminino 48%. Jaithari tem uma taxa de literacia de 63%, superior à média nacional de 59,5%: a literacia no sexo masculino é de 72% e no sexo feminino é de 54%. Em Jaithari, 15% da população está abaixo dos 6 anos de idade.